# Afonia (film)
Afonia (ros. Афоня) – radziecki film komediowy z 1975 roku w reżyserii Gieorgija Danelii .

## Opis fabuły
Historia hydraulika, którego miłość ratuje od życiowego upadku.

## Obsada
- Leonid Kurawlow - Afanasij "Afonia" Borszczow;
- Jewgienija Simonowa - Katia Sniegiriowa;
- Jewgienij Leonow - Kolia;
- Borisław Brondukow - Fiedułow
- Sawielij Kramarow - Jegoza;
- Nina Masłowa - Jelena;
- Walentina Tałyzina - Ludmiła Wostriakowa;
- Władimir Basow - Władimir Bielikow.